# Hyundai Tucson
Hyundai Tucson (în coreeană 현대 투싼) este un autoturism din gama SUV-urilor, produs de către firma coreeană Hyundai și lansat în anul 2005.
În Europa este cel mai vândut SUV datorită garanției de 5 ani și a notorietății firmei producătoare.